# De Luca-Daimler
De Luca-Daimler war ein in Neapel ansässiger italienischer Automobilhersteller, der zwischen 1906 und 1910 Fahrzeuge für den italienischen Markt und für den Export nach Großbritannien produzierte. Das Unternehmen entstand aus einer Kooperation mit der britischen Daimler Motor Company.

## Geschichte
Das Unternehmen geht zurück auf die Società Anononima Carmine De Luca, die – je nach Quelle – entweder 1850 oder 1870 von Carmine De Luca in Neapel gegründet worden war. Sie beschäftigte sich zunächst mit der Herstellung von Rüstungsgegenständen, darunter Kanonen und Torpedos.
Zu Beginn des 20. Jahrhunderts wuchs die Zahl der Automobilhersteller in Italien schnell an; 1906 gab es bereits 30 Fabriken. Carmine De Luca sah die Automobilproduktion als einen gewinnbringenden Geschäftszweig an und entschied sich für eine Ausweitung des Betriebs auf diesen Bereich. Um die mit der eigenverantwortlichen Entwicklung von Automobilen verbundenen hohen Kosten zu vermeiden, sollten bestehende Konstruktionen anderer Hersteller übernommen werden. Die Wahl fiel auf den Luxuswagenhersteller Daimler Motor Company, der seit 1896 in Großbritannien hochwertige Fahrzeuge mit anspruchsvoller Technik produzierte.
Im Frühjahr 1906 wurde daraufhin die Società Anonima De Luca-Daimler gegründet, das bis dahin südlichste Automobilwerk Italiens. Hauptaktionäre waren Salvatore, Vincenzo und Raffaele De Luca, die Söhne von Carmine De Luca. Präsident des Unternehmens war Roberto De Sanna, Geschäftsführer war Carmine De Luca. Als technische Direktoren fungierten Giovanni Pagliano und ein in Daimler-Diensten stehender britischer Ingenieur. De Luca-Daimler verfügte über 60.000 Quadratmeter große Werkshallen und soll 800 Angestellte gehabt haben.
Die Automobilproduktion wurde 1906 aufgenommen. Drei Fahrzeuge der Marke wurden im Folgejahr bei den Autoausstellungen in Mailand und Turin öffentlich gezeigt und erfuhren positive Berichterstattung. Das Unternehmen konnte sich indes nicht nachhaltig etablieren. Die Verkaufszahlen entwickelten sich nicht so gut wie erwartet. Als Grund hierfür werden die italienische Wirtschaftskrise angegeben, unter der das Land ab 1906 litt, sowie die sich ab 1909 stark erhöhenden Rohstoffpreise, die sich nachteilig auf die Automobilproduktion auswirkten. Hinzu kam, dass Daimler ab 1909 den Import von De Luca-Fahrzeugen nach Großbritannien drosselte. 1910 stellte De Luca-Daimler die Automobilproduktion wieder ein. Wie viele Fahrzeuge das Werk insgesamt herstellte, ist nicht bekannt.

## Die Modelle
De Luca-Daimler stellte die Autos nicht in allen Einzelteilen selbst her. In Neapel entstanden lediglich die Fahrgestelle. Sie entsprachen technisch den Konstruktionen des britischen Geschäftspartners und wurden allenfalls geringfügig modifiziert. Unmittelbar von Daimler bezog das Unternehmen die Motoren. Dabei handelte es sich um Vierzylindertriebwerke mit Hubräumen von drei bis zehn Litern und einer Leistung von 16 bis 60 PS. Sie erhielten die Typenbezeichnungen 16/24 HP, 28/40 HP, 32/55 HP und 42/65 HP. Im Unterschied zur britischen Version hatte der italienische 16/24 HP Kardanantrieb, bei den größeren Modellen erfolgte die Kraftübertragung dagegen wie beim britischen Daimler über Ketten. Im Jahre 1908 produzierte De Luca-Daimler kurzfristig ein Modell mit benzin-elektrischem Antrieb unter der Bezeichnung Auto-Mista. Ab 1909 schließlich verwendete das Unternehmen – wie der britische Mutterkonzern – Schiebermotoren, die von Charles Yale Knight entwickelt und kurz zuvor zur Serienreife gebracht worden waren.
Die Karosserien der De Luca-Daimler waren eigenständig. Sie waren im Stil dem italienischen Geschmack angepasst. De Luca-Daimler stellte die Karosserien – wie seinerzeit üblich – nicht selbst her. Die Aufbauten entstanden vielmehr überwiegend bei dem alteingesessenen neapolitanischen Karosseriehersteller Bottazzi.

## De Luca-Daimler im Motorsport
Im April 1907 nahm ein De Luca-Daimler an der Targa Florio teil. Der Fahrer war Domenico Masino. Er kam mit 24 Minuten Rückstand auf den Sieger als Dreizehnter ins Ziel.